# Zasmidium cellare
Zasmidium cellare är en svampart som först beskrevs av Christiaan Hendrik Persoon, och fick sitt nu gällande namn av Elias Fries 1849. Zasmidium cellare ingår i släktet Zasmidium och familjen Mycosphaerellaceae.   Inga underarter finns listade i Catalogue of Life.

## Bildgalleri

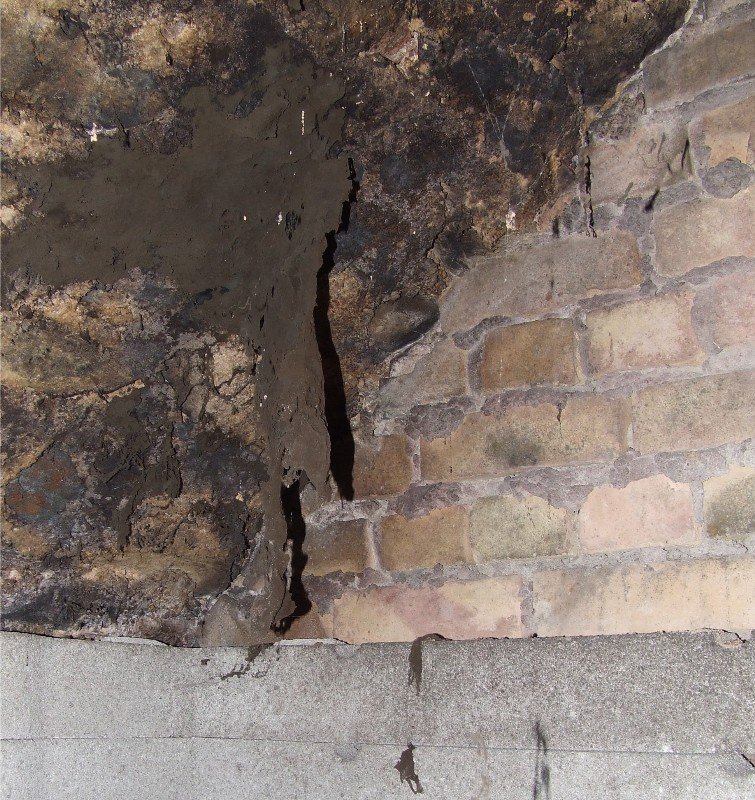